# Полособульб
Полособульб — это прокат бульбообразного профиля, представляющий собой цельные отрезки проката с плоской стенкой или полкой и скруглённой головкой. Вместе со швеллером, равно- и неравнополочным уголками полособульб относится к фасонному чёрному металлопрокату.
Бульбообразный профиль — это металлический профиль, изготовленный из специализированных судовых марок сталей. Такой профиль используется в качестве ребра жёсткости при создании больших конструкций из металлического листа при строительстве корпусов судов.
Полособульб сваривают в горизонтальном направлении с внутренней стороны корпуса. Благодаря скруглённой форме и армирующей способности полособульб обеспечивает высокую устойчивость к изгибу нижней части корпуса судна.
Полособульб наиболее часто можно встретить в судостроении. Он является основным элементом при создании надёжных конструкций (бимсов, шпангоутов и т. д.) для различных типов судов.
Типоразмеры полособульба: от 60 * 4 мм до 430 * 17 мм.
Марки стали: А, B, D, A32, D32, AH36, DH36.
Длина до 12 метров.
Полособульб поставляется под надзором международных классификационных сообществ: Российского Морского Регистра Судоходства, Речного Регистра, RINA, DNV, BV, LRS, GL, ABS.
Стандартные размеры, доступы кривизны и волнистости горячекатаных несимметричных изделий описывает EN 10067, ГОСТ 21937-76 и ГОСТ 9235-76.